# Baldassare Castiglione
Baldassare Castiglione (ur. 6 grudnia 1478 w Mantui, zm. 2 lutego 1529 w Toledo) – włoski pisarz i dyplomata.

## Życiorys
Zdobył wykształcenie humanistyczne i przyswoił sobie dobre maniery oraz wartości nowej epoki. Pełnił służbę na wielu dworach, gdzie był krzewicielem idei neoplatońskich, propagował nowe zasady współżycia towarzyskiego, kulturę bycia i szacunek dla kobiet. Jego największe dzieło to Książka o dworzaninie (Il libro del Cortegiano), napisane na dworze w Urbino w latach 1508–1516, a opublikowane w roku 1528 w Wenecji. Utwór ma formę dialogu, stanowi odzwierciedlenie jego poglądów i wywarł duży wpływ na epokę. 
Castiglione przyjaźnił się z wieloma artystami swojej epoki, w tym z Rafaelem Santim, który wykonał jego znany portret. Należał także, podobnie jak Rafael, do elity humanistów skupionych wokół papieża Leona X. 
W 1520, po śmierci żony, przyjął święcenia kapłańskie i otrzymał w 1524 stanowisko nuncjusza papieskiego w Hiszpanii. Doczekał wydania Dworzanina (1528), który po śmierci autora uzyskał ogromną popularność, wydawany, przekładany na różne języki i parafrazowany (autorem wersji polskiej pt. Dworzanin polski jest Łukasz Górnicki).